# Австралазийская правовая ассоциация
Австралазийская правовая ассоциация (APRA) — организация, представляющая коллективное авторское право авторов-музыкантов Новой Зеландии и Австралии (композиторов, поэтов-песенников и музыкальных издателей). Головные офисы ассоциации расположены в Сиднее, Австралия, с филиалами в Окленд, Мельбурн, Брисбен, Аделаида и Перт. APRA является членом Международной Конфедерации обществ авторов и композиторов (International Confederation of Societies of Authors and Composers) (CISAC).

## История
Австралазийская правовая ассоциация была основана в 1926 году рядом компаний, в том числе компанией «Дж. Альберт и сын» для представления и защиты интересов правообладателей австралийской музыки. В 1929 году ассоциация коммерческого радиоэфира в Сиднее и Мельбурне платила Австралазийской правовой ассоциации £7 гонорара в неделю за музыкальное вещание продолжительностью в 66 часов в неделю. В 1931 году в Австралии была создана Австралийская федерация коммерческих вещательных станций, решающая вопросы авторских гонорара и авторского права и, как следствие, вещатели согласились платить фиксированную сумму за права на трансляцию.
С введением австралийского закона «Об авторском праве» 1968 года, Австралазийская правовая ассоциация предлагала свои услуги любому австралийскому бизнесмену с авторскими правами. Спрос на посреднические услуги неуклонно возрастал в течение следующих тридцати лет, и к 2005 году Австралазийская правовая ассоциация представляла интересы около 28000 её членов в Австралии и около 2 миллионов креативных художников и издателей из разных стран мира, собрала около $146 млн в лицензионных платежах, из которых $127 млн были розданы владельцам авторских прав.
Сегодня Ассоциация предоставляет компаниям ряд лицензий на использование защищенной авторским правом музыки, занимается мониторингом передач радио-и телевизионных станций, концертных промоутеров и кинотеатров. Начиная с 1997 года, Австралазийская правовая ассоциация является также представителем австралазийских владельцев авторских прав, то есть австралийских музыкальных издателей.
В 2001 году Австралазийская правовая ассоциация объединились с Австралийским музыкальным центром (AMC) для вручения наград для исполнителей австралийской классической музыки.
В 2008 и 2009 годах Австралазийская правовая ассоциация поддержала новый закон об авторском праве в Новой Зеландии, включающий в себя наказание лиц, обвиняемых в нарушении авторского права.

## Награды Австралазийской правовой ассоциации
Австралазийская правовая ассоциация награждает большим количеством наград авторов в ознаменование их заслуг и достижений в области музыкального искусства. В Новой Зеландии это награды — Серебряный свиток. Ежегодно награждаются также лучшие песни и их авторы.
Ежегодные премии ассоциации:
- Песня года — проводится голосование членов APRA и считается одним из самых престижных наград. В 2005 году наградена Мисси Хиггинс с песней Scar.
- Композитор года — голосует совета APRA. В 2005 году награден музыкант Джет.

Есть также ряд наград за самые исполняемые австралийские песни, самую исполняемую австралийский работу за границей, самых исполняемых иностранных работ, самых исполняемых стран и др.